# Porte de Pont-Saint-Esprit
La porte de Pont-Saint-Esprit est le vestige d'une maison située à Pont-Saint-Esprit, faisant l’objet d’une inscription au titre des monuments historiques en 1945.

## Historique
Il s'agit de l'unique vestige de l'hôtel du marquis de la Place, détruit en août 1944 sous les bombardements.